# 2K Los Angeles
 (mars 2020).
Si vous disposez d'ouvrages ou d'articles de référence ou si vous connaissez des sites web de qualité traitant du thème abordé ici, merci de compléter l'article en donnant les références utiles à sa vérifiabilité et en les liant à la section « Notes et références ».
2K Los Angeles (anciennement Kush Games) était un studio américain de développement de jeux vidéo basé à Camarillo en Californie. L'entreprise était axée sur des jeux non violents, et des jeux de sport tels MLB 2K et NHL 2K.
En juillet 2007, le fondateur de Kush Games, Umrao Mayer, fonde avec d'anciens employés Zindagi Games, Kush Games ferme peu de temps après. Le développement des jeux des franchises MLB 2K et  NHL 2K est alors confié à 2K Sports.